# Plaza Indonesia Complex
Le complexe Plaza Indonesia, souvent abrégé PI, est un ensemble de trois gratte-ciel situés à Jakarta en Indonésie.
- La tour Keraton at the Plaza en est la plus haute, avec 225 mètres pour 48 étages. Elle abrite des appartements et un hôtel et fut édifiée en 2009 ;
- The Plaza Office Tower s'élève à 200 mètres pour 42 étages. Elle abrite des bureaux et fut également terminée en 2009 ;
- Le Grand Hyatt Jakarta est un immeuble hôtelier de 122 mètres pour 30 étages qui abrite 443 chambres. Il fut construit en 1991.